# ろうを生きる 難聴を生きる
『ろうを生きる 難聴を生きる』は、NHK教育テレビジョン（NHK Eテレ）で2004年4月10日から2022年3月26日まで放送されていた聴覚障害者の情報番組である。

## 概要
この番組は元々毎週日曜日夕方に「聴力障害者の時間」として週間ニュース（ヘッドラインを字幕で、また詳しい解説を手話と映像を交えて伝えるというもの）と、聴覚障害者の福祉・生活に関連する様々な情報を手話通訳を交えて伝えていた番組が前身とされており、その後、週間ニュースが「NHK手話ニュース」の放送開始に伴い分離し、情報コーナーに特化した「聴覚障害者のみなさんへ」、そして現在のタイトルに改題された。ろう者・難聴者・中途失聴者を対象とした番組である。開始当初は文字多重放送による字幕放送が行われていたが、現在は番組そのものに予め字幕テロップを入れている。
2021年度を最後に単独番組としての放送を終了。2022年度から「ハートネットTV」の不定期企画「#ろうなん〜ろうを生きる 難聴を生きる〜」へと移行する。

## 放送時間
- 出典：[2]

| 放送期間            | 放送時間（日本時間）       | 放送時間（日本時間）       |
| 放送期間            | 本放送                     | 再放送                     |
| ------------------- | -------------------------- | -------------------------- |
| 2004年度            | 土曜 20:30 - 20:45（15分） | 日曜 6:45 - 7:00（15分）   |
| 2005年度 - 2006年度 | 土曜 20:30 - 20:45（15分） | 日曜 6:40 - 6:55（15分）   |
| 2007年度            | 土曜 19:40 - 19:55（15分） | 金曜 12:45 - 13:00（15分） |
| 2008年度 - 2010年度 | 日曜 19:30 - 19:45（15分） | 金曜 12:45 - 13:00（15分） |
| 2011年度            | 日曜 19:30 - 19:45（15分） | 金曜 12:30 - 12:45（15分） |
| 2012年度 - 2014年度 | 日曜 19:30 - 19:45（15分） | 金曜 11:45 - 12:00（15分） |
| 2015年度 - 2021年度 | 土曜 20:45 - 21:00（15分） | 金曜 12:45 - 13:00（15分） |

2011年3月までは、番組の内容を2週間毎に更新し同じ番組を4回繰り返して放送していたが、2011年4月より番組の内容は毎週更新され、再放送を含め同内容の放送が週2回となっている。
また「盲ろう者（視聴覚とも不自由な人）」を扱う回では解説放送を行っているが、2014年からは全ての放送回に拡大している。